# Kowalowa (Mieroszów)
Kowalowa (deutsch Schmidtsdorf) ist ein Ort in der Stadt- und Landgemeinde Mieroszów im Powiat Wałbrzyski der Woiwodschaft Niederschlesien in Polen. Es liegt zwei Kilometer nördlich von Mieroszów (Friedland in Schlesien).

## Geographie
Kowalowa liegt im Süden des Waldenburger Berglandes in der Nähe der Grenze zu Tschechien. Nachbarorte sind Unisław Śląski und Sokołowsko im Nordosten, Nowe Siodło im Südosten, Mieroszów und Golińsk im Süden, Różana im Südwesten und Kochanów im Westen. Jenseits der Grenze zu Tschechien, das über den Grenzübergang Mieroszów–Meziměstí erreicht wird, liegt im Südosten Pomeznice (Grenzdörfel). Im Osten erhebt sich der 880 m hohe Ruprechtický Špičák (Ruppertsdorfer Spitzberg).

## Geschichte
Die Besiedlung des oberen Steinetales, das damals verwaltungsmäßig zum Glatzer Land gerechnet wurde, erfolgte um 1250 durch das ostböhmische Benediktinerkloster in Politz. Erstmals erwähnt wurde Schmidtsdorf als „Smedisdorf“ im Jahre 1350 in einer Aufzählung der zum böhmischen Burgbezirk der Freudenburg gehörenden Ortschaften. Zusammen mit der Freudenburg gelangte es 1359 an das Herzogtum Schweidnitz. Nach dem Tod des Herzogs Bolko II. fiel es 1368 erbrechtlich an Böhmen, wobei dessen Witwe Agnes von Habsburg bis zu ihrem Tod 1392 ein Nießbrauch zustand. Nach den Hussitenkriegen gelangte Schmidtsdorf zusammen mit weiteren Ortschaften des ehemaligen Bezirks der Freudenburg an die Herrschaft Fürstenstein, die ab 1509 im Besitz der Adelsfamilie von Hochberg (Hohberg; Hohberg) war. Für das Jahr 1711 sind in Schmidtsdorf nachgewiesen: sechs Bauern, sieben halbe Bauern, acht Häusler, fünf Freihäusler und sechs Hausgenossen. 1735 lebten sieben Hausweber in Schmidtsdorf.
Nach dem Ersten Schlesischen Krieg fiel Schmidtsdorf zusammen mit Schlesien 1742 an Preußen. Nach der Neugliederung Preußens gehörte es seit 1815 zur Provinz Schlesien und war ab 1816 dem Landkreis Waldenburg eingegliedert, mit dem es bis 1945 verbunden blieb. 1818 lebten 181 Menschen in Neudorf, 1840 waren es 346, 1905 517 und 1939 schließlich 561. Seit 1874 gehörte Schmidtsdorf zusammen mit den Landgemeinden Görbersdorf und Nieder Waltersdorf zum Amtsbezirk Görbersdorf. 1877 erfolgte der Bau einer neuen Schule. Von wirtschaftlicher Bedeutung war neben der Landwirtschaft die Hausweberei. Für 1735 sind fünf Hausweber belegt und 1840 waren es 25. 1876 lebten 20 Handweberfamilien in Schmidtsdorf. Durch die Nähe zu Görbersdorf entwickelte sich auch Schmidtsdorf zu einem heilklimatischen Ort mit einem Sanatorium und Pensionen.
1934 erfolgte die Eingemeindung der bis dahin selbständigen Landgemeinde Niederwaltersdorf nach Schmidtsdorf. 
Als Folge des Zweiten Weltkriegs fiel Schmidtsdorf 1945 wie fast ganz Schlesien an Polen und wurde in Kowalowa umbenannt. Die deutsche Bevölkerung wurde vertrieben. Die neuen Bewohner waren zum Teil Heimatvertriebene aus Ostpolen. 
Von 1975 bis 1998 gehörte Nowe Siodło zur Woiwodschaft Wałbrzych (Waldenburg).